# 戊申倶楽部
戊申倶楽部（ぼしんくらぶ）は、明治時代後期の衆議院における院内会派。西園寺内閣の戦後財政策に反対して実業家らによって1908年に結成された。

## 歴史
1908年5月に立憲政友会が第10回衆議院議員総選挙で勝利したことを受け、同年12月に反立憲政友会の数会派が集結して結成した。会派成立時の議員42名は主に実業家で構成され、多くが無所属として出馬して当選していた。
1910年3月、所属議員の約半分が無所属議員数名と大同倶楽部とともに中央倶楽部を結成したことで戊申倶楽部は解散した。またほかに議員7名が立憲国民党の結党に加わった。